# Steinselb
Steinselb ist ein Gemeindeteil der Großen Kreisstadt Selb im Landkreis Wunsiedel im Fichtelgebirge (Oberfranken, Bayern).

## Geographie
Das Dorf Steinselb liegt ungefähr fünf Kilometer nordwestlich vom Hauptort am Fuß des Großen Kornbergs. Es kann über eine Abzweigung von der Kreisstraße WUN 15 aus erreicht werden. Nordöstlich befinden sich Schönwald und Brunn, südwestlich Spielberg und südöstlich Oberweißenbach. Steinselb und seine nähere Umgebung sind überwiegend agrarwirtschaftlich geprägt. Durch den Ort fließt der gleichnamige Bach.

## Geschichte
Eine erste urkundliche Erwähnung liegt von 1356 vor, bei der die Wild, ein Rittergeschlecht vom Epprechtstein, ihren Besitz in „Steinselbin“ an den Nürnberger Burggrafen verkauften. Sieben Jahre später lösten sich auch die Forster aus Selb von ihren Ansprüchen. 1414 beklagten sich Vertreter aus dem Egerland darüber, dass der Markgraf ihnen Steinselb entzogen hätte. 1810 kam Steinselb zu Bayern und 1818 durch das zweite Gemeindeedikt zur Gemeinde Heidelheim. 1877 wurde die Freiwillige Feuerwehr Steinselb gegründet. Noch vor dem Ende des 19. Jahrhunderts kam die Gemeinde zum Landkreis Rehau. 1945 wurde Steinselb von US-amerikanischen Truppen eingenommen. Am 1. Januar 1978 wurde die bis dahin selbstständige Gemeinde Heidelheim mit ihrem Gemeindeteil Steinselb nach Selb eingemeindet das zum Landkreis Wunsiedel im Fichtelgebirge gehört. 1982 war Steinselb Preisträger im Wettbewerb Unser Dorf soll schöner werden.